# NGC 3115
NGC 3115 (другие обозначения — MCG −1-26-18, UGCA 199, PGC 29265) — галактика в созвездии Секстант на расстоянии 32 миллионов световых лет от нас.
Этот объект входит в число перечисленных в оригинальной редакции «Нового общего каталога». В 1992 году Джон Корменди (John Kormendy) из Гавайского университета и Дуглас Рицистон (Douglas Richstone) из Мичиганского университета заявил, что наблюдается наличие сверхмассивной чёрной дыры в этой галактике.
В 2011 году с помощью орбитальной обсерватории Чандра удалось сфотографировать центральную часть NGC 3115 в рентгеновском диапазоне. Оказалось, что разогретый газ поглощается чёрной дырой. На расстоянии 700 световых лет от неё газ нагревается до высокой температуры. Вычисления позволили определить массу чёрной дыры — она оказалась равной 2 миллиардам масс Солнца.